# Region Banja Luka
Region Banja Luka – jeden z siedmiu regionów ekonomicznych Republiki Serbskiej.

## Położenie
Region jest położony w północno-zachodniej części kraju, przy granicy z Chorwacją.

## Stosunki etniczne
W każdej gminie lażącej na terenie regionu, według danych za rok 2005, Serbowie stanowią ponad 66% ludności.

## Jednostki administracyjne
1. Miasto Banja Luka
2. Gmina Kostajnica (d. Srpska Kostajnica)
3. Gmina Čelinac
4. Gmina Gradiška
5. Gmina Istočni Drvar (d. Srpski Drvar)
6. Gmina Jezero
7. Gmina Kneževo
8. Gmina Kotor Varoš
9. Gmina Kozarska Dubica
10. Gmina Krupa na Uni
11. Gmina Kupres
12. Gmina Laktaši
13. Gmina Mrkonjić Grad
14. Gmina Novi Grad
15. Gmina Oštra Luka (d. Srpski Sanski Most)
16. Gmina Petrovac
17. Miasto Prijedor
18. Gmina Prnjavor
19. Ribnik (d. Srpski Ključ)
20. Gmina Srbac
21. Gmina Šipovo
22. Gmina Teslić